# Stromanthe palustris
Stromanthe palustris là một loài thực vật có hoa trong họ Marantaceae. Loài này được H.Kenn. miêu tả khoa học đầu tiên năm 1999.